# Странська Вас-при-Семичу
Странська Вас-при-Семичу (словен. Stranska vas pri Semiču) — поселення в общині Семич, регіон Південно-Східна Словенія, Словенія.